# Дуров, Валерий Семёнович
Вале́рий Семёнович Ду́ров (род. 13 июля 1945, Ленинград) — советский и российский филолог-антиковед, доктор филологических наук, профессор.

## Биография
Окончил филологический факультет Ленинградского государственного университета в 1968 году, продолжил обучение в аспирантуре на кафедре классической филологии.
В 1974 году защитил диссертацию на соискание учёной степени кандидата филологических наук по теме «Десятая сатира Ювенала».
В 1993 году защитил диссертацию на соискание учёной степени доктора филологических наук по теме «Становление и развитие повествовательной литературы в Риме: историография и сатира».
В 1992—2013 годах — заведующий кафедрой классической филологии филологического факультета Санкт-Петербургского государственного университета.

### Семья
Женат на Альбине Александровне Дуровой (род. 1951), преподавателе Санкт-Петербургского госуниверситета. В браке родились сыновья — Павел, создатель социальной сети «ВКонтакте» и мессенджера Telegram, и Николай (род. 1980), программист, математик, сотрудник Санкт-Петербургского отделения Математического института им. В. А. Стеклова РАН, кандидат физико-математических наук.

## Научная деятельность
Область научных интересов — история и литература Древнего Рима. Читает лекции и ведёт семинары по истории римской литературы и разным аспектам латинского языка (синтаксис простого предложения, синтаксис падежей, стилистика и др.).
Член редакционной коллегии журнала Philologia classica.

## Награды
- Почётный работник высшего профессионального образования Российской Федерации.

## Основные работы
- Дуров В. С. Жанр сатиры в римской литературе. — Л.: Изд-во ЛГУ, 1987. — 160 с.
- Дуров В. С. Юлий Цезарь: человек и писатель. — Л.: Изд-во ЛГУ, 1991. — 208 с. — ISBN 5-288-00735-7.
- Дуров В. С. Художественная историография Древнего Рима. — С.-Пб.: Изд-во СПбГУ, 1993. — 144 с. — ISBN 5-288-01199-0.
- Дуров В. С. Нерон, или Актёр на троне. — СПб.: Алетейя, 1994. — 318 с. — (Античная библиотека). — ISBN 5-85233-003-9.
- Римская поэзия эпохи Августа. Учеб. пособие. — С.-Пб.: Изд-во СПбГУ, 1997. — 228 с.
- Дуров В. С. История римской литературы. — С.-Пб.: Изд-во СПбГУ, 2000. — 623 с. — (Филология и культура). — ISBN 5-8465-0013-7.
- Дуров В. С. Латинская христианская литература III—V веков. — СПб.: Изд-во СПбГУ, 2003. — 200 с. — ISBN 5-8465-0098-6.
- Основы стилистики латинского языка. — М.: «Academia»; С.-Пб.: Изд-во СПбГУ, 2004. — 104 с.
- Анпеткова-Шарова Г. Г., Дуров В. С. Античная литература. Учеб. пособие. — М.: «Academia»; С.-Пб.: Изд-во СПбГУ, 2004. — 479 с.
- Анпеткова-Шарова Г. Г., Дуров В. С. Античная литература. Учеб. пособие. 2-е изд. — М.: «Academia»; С.-Пб.: Изд-во СПбГУ, 2005.
- Анпеткова-Шарова Г. Г., Дуров В. С. Античная литература. Учеб. пособие. 3-е изд., стереотип. — М.: «Academia»; С.-Пб.: Изд-во СПбГУ, 2007.
- Перебирая в памяти былое… — С.-Пб.: Изд-во СПбГУ, 2012. — 100 с.
- Избранные статьи о римской литературе. — С.-Пб.: Изд-во СПбГУ, 2013. — 211 с.
- Незнакомый Гораций. — С.-Пб.: Изд-во СПбГУ, 2015. — 106 с.
- Вечный Рим : время, события, люди глазами римских историков. 2-е изд., испр. — С.-Пб.: «Изд-во Олега Абышко», 2017. — 219 с.
- Римская литература. Исследования. Сб. — С.-Пб.: «Изд-во Олега Абышко», 2022. — 248 с.
- Дуров В. С. История римской литературы. 2-е изд., испр. и перераб. — С.-Пб.: «Изд-во Олега Абышко», 2022. — 607 с.